# Bojana Jovanovská
Bojana Jovanovská (srbsky Бојана Јовановски; narozená 31. prosince 1991, Socialistická federativní republika Jugoslávie) je srbská profesionální tenistka s makedonskými kořeny. Ve své dosavadní kariéře na okruhu WTA Tour vyhrála jeden turnaj ve dvouhře, když v červenci 2012 triumfovala na Baku Cupu. V rámci okruhu ITF získala do roku 2013 čtyři tituly ve dvouhře.
Na žebříčku WTA byla nejvýše ve dvouhře klasifikována v červenci 2014 na 40. místě a ve čtyřhře pak v červenci 2007 na 509. místě. Trénuje ji otec Zoran Jovanovski. Na juniorském světovém žebříčku ITF byla nejvýše postavená 7. dubna 2008 na 5. pozici.
Na WTA Tour debutovala turnajem Malaysian Open 2010, kde prohrála ve druhém kole s Jelenou Deměntěvovou. První Grand Slam odehrála ve Wimbledonu 2010, na němž také došla do druhého kola.
V srbském fedcupovém týmu debutovala v roce 2010 baráží Světové skupiny proti Slovensku, v níž vyhrála nad Rybárikovou a podlehla Hantuchové a spolu s Jankovićovou také ve čtyřhře. Do listopadu 2012 v soutěži nastoupila k pěti mezistátním utkáním s bilancí 4–3 ve dvouhře a 2–2 ve čtyřhře. V roce 2012 byla členkou týmu, který poprvé postoupil do finále proti České republice.
Dne 9. ledna 2012 měla na australském turnaji Apia International Sydney dopravní nehodu, při které neutrpěla žádné zranění.

## Finálové účasti na turnajích WTA Tour
| Legenda                           |
| --------------------------------- |
| D – dvouhra; Č – čtyřhra          |
| Grand Slam (0)                    |
| WTA Tour Championships (0)        |
| Premier Mandatory & Premier 5 (0) |
| Premier (0)                       |
| International (1~0 D)             |

### Dvouhra: 1 (1–0)
| Stav    | Č. | Datum             | Turnaj | Povrch | Finalistka     | Výsledek |
| ------- | -- | ----------------- | ------ | ------ | -------------- | -------- |
| Vítězka | 1. | 28. července 2012 | Baku   | tvrdý  | Julia Cohenová | 6–3, 6–1 |

## Finálové účasti na turnajích okruhu ITF
| Legenda okruhu ITF   |
| $100 000 tournaments |
| $75 000 tournaments  |
| $50 000 tournaments  |
| $25 000 tournaments  |
| $10 000 tournaments  |

### Dvouhra: 8 (4–4)
| Stav       | Č. | Datum              | Turnaj    | Povrch  | Finalistka            | Výsledek      |
| ---------- | -- | ------------------ | --------- | ------- | --------------------- | ------------- |
| Vítězka    | 1. | 8. července 2008   | Prokuplje | antuka  | Karin Morgósová       | 6–0, 6–1      |
| Vítězka    | 2. | 24. srbsko 2008    | Vinkovci  | antuka  | Zorica Petrovová      | 6–1, 6–3      |
| Vítězka    | 3. | 2. září 2008       | Brčko     | antuka  | Gracia Radovanovićová | 6–4, 3–6, 6–2 |
| Finalistka | 1. | 27. prosince 2008  | Dillí     | tvrdý   | Sandra Záhlavová      | 6–4, 6–3      |
| Finalistka | 2. | 20. listopadu 2009 | Puné      | tvrdý   | Rika Fudžiwarová      | 5–7, 6–4, 6–3 |
| Finalistka | 3. | 29. listopadu 2009 | Toyota    | koberec | Kimiko Dateová        | 7–5, 6–2      |
| Finalistka | 4. | 18. prosince 2010  | Dubaj     | tvrdý   | Sania Mirzaová        | 4–6, 6–3, 6–0 |
| Vítězka    | 4. | 25. prosince 2010  | Puné      | tvrdý   | Nina Bratčikovová     | 6–4, 6–4      |

### Čtyřhra: 1 (0–1)
| Stav       | Č. | Datum              | Turnaj      | Povrch | Spoluhráčka    | Finalistky                   | Výsledek       |
| Finalistka | 1. | 15. listopadu 2008 | Puné, Indie | tvrdý  | Elora Dabijová | Kai-Chen Chang I-Hsuan Hwang | 5–7, 6–2, 10–7 |

## Finále soutěží družstev
| Stav       | Č. | Datum                  | Soutěž               | Povrch    | Spoluhráči                                              | Finalisté                                                     | Výsledek |
| ---------- | -- | ---------------------- | -------------------- | --------- | ------------------------------------------------------- | ------------------------------------------------------------- | -------- |
| Finalistka | 1. | 3. – 4. listopadu 2012 | Fed Cup Praha, Česko | tvrdý (h) | Ana Ivanovićová Jelena Jankovićová Aleksandra Krunićová | Petra Kvitová Lucie Šafářová Lucie Hradecká Andrea Hlaváčková | 1–3      |